# Tacy de Campos
Tacyanna Kristine Vital de Almeida Campos, mais conhecida como Tacy de Campos (Curitiba, 6 de abril de 1990), é uma cantora, compositora, instrumentista e atriz brasileira. Ficou nacionalmente conhecida por ser atriz-protagonista de Cássia Eller, O Musical.

## Biografia
Tacy de Campos começou a carreira tocando em bares de Curitiba. Frequentou assiduamente o Bardo Tatára, local de encontro da cena underground curitibana, onde foi convidada em 2012 pelo guitarrista Titi Barros para formar a banda Os Marginais, grupo-tributo à Cássia Eller, junto com os músicos Kako Louis e Ruy Corrêa. O nome da banda foi uma homenagem ao título do segundo disco da famosa roqueira, O Marginal, lançado em 1992.
Em 2014, mudou-se para o Rio de Janeiro ao ser selecionada entre mais de mil candidatas para fazer o papel principal do espetáculo dirigido por João Fonseca e Vinicius Arneiro, Cássia Eller - O Musical, que estreou no Centro Cultural Banco do Brasil. O espetáculo que foi visto por mais de 150 mil espectadores após percorrer as 27 capitais brasileiras, é o primeiro musical a circular todas as capitais do Brasil. Com texto de Patrícia Andrade, direção musical da percussionista Lan Lan e co-direção do baixista Fernando Nunes, o roteiro narra a trajetória profissional e pessoal de Cássia, dos primeiros passos como cantora em Brasília à sua explosão nacional. O projeto teve idealização de Gustavo Nunes e produção da Turbilhão de Ideias Entretenimento. 
Em 2015, Tacy de Campos foi indicada ao Prêmio Bibi Ferreira como "Atriz Revelação". Participou da sexta edição do Rock in Rio, no Palco Sunset, a convite do músico e curador Zé Ricardo, cantando "Por Enquanto" e "Smells Like Teen Spirit", ao lado de ícones da MPB como Zélia Duncan, Mart'nália, Emanuelle Araújo, Lan Lan e Nando Reis.
Em 2016, gravou o especial de Natal para o Fantástico ao lado de Nando Reis, cantando com ele a canção "Só Posso Dizer", que o compositor fez inspirado na voz de Cássia.
Em outubro do mesmo ano, foi convidada para gravar o último episódio da temporada Versões do canal Bis, no Multishow, numa homenagem ao repertório mais desconhecido de Cássia Eller.
Em 2017, lançou seu primeiro trabalho, O Manifesto da Canção, álbum de estúdio independente. Composto por 10 faixas autorais, uma delas, o single "Pra Você Saber", parceria com a cantora, compositora e atriz paraense Jana Figarella. A música foi lançada  no quadro Ding Dong, do Domingão do Faustão, onde também interpretou "Malandragem" (Cazuza/Roberto Frejat).
Em 2019, em parceria com sua esposa e sócia Chrisce de Almeida, Tacy iniciou o projeto "O Relicário de Cássia Eller", um show de homenagem que traz releituras de grandes sucessos da meteórica roqueira.
Durante a pandemia de COVID-19, Tacy lançou digitalmente singles como "Eu Não Te Amo Mais", que contém versos em inglês do poeta curitibano Paulo Leminski; "Reconciliação", "Bananeiras e Tâmaras" e "Nosso Amor Vai Virar Uma Árvore".

## Singles
- 2021 - Bananeiras e Tâmaras, Nosso Amor Vai Virar Uma Árvore
- 2020 - Eu Não Te Amo Mais , Reconciliação

## Discografia
- 2017 - O Manifesto da Canção